# Ahn Jae-hong
Ahn Jae-hong, född 31 mars 1986, är en sydkoreansk skådespelare.
Han har bland annat medverkat i TV-serierna Chicken Nugget och Mask Girl.

## Filmografi (i urval)
- 2023 – Mask Girl (TV-serie)
- 2024 – Chicken Nugget (TV-serie)